# Carélides
Les Carélides sont une chaîne de montagnes de Finlande, et une des plus anciennes chaînes au monde.
Elles sont nées il y 2 milliards d'années lors de la collision de deux plaques continentales et de la transformation métamorphique du grès en quartzite.
La roche très dure a permis à ces montagnes pourtant déjà largement érodées de traverser les dernières glaciations. Elles constituent aujourd'hui le seul relief notable de l'est de la Finlande (Carélie du Nord, Cajanie) ainsi que du sud de la Laponie. Les montagnes de l'ouest de la Laponie sont plus élevées mais elles appartiennent aux Alpes scandinaves géologiquement beaucoup plus récentes.
Koli est le sommet le plus connu, dominant le lac Pielinen de 250 mètres. Les tunturis de l'est et du sud de la Laponie, ainsi que ceux du Koillismaa, appartiennent également aux Carélides.